# Đơn vị đồn trú Quân Giải phóng Nhân dân Trung Quốc tại Hồng Kông
Đơn vị đồn trú Quân Giải phóng Nhân dân Trung Quốc tại Hồng Kông là một đơn vị đồn trú của Quân Giải phóng Nhân dân Trung Quốc (PLA), chịu trách nhiệm về nhiệm vụ quốc phòng tại Đặc khu hành chính Hồng Kông kể từ khi chủ quyền của Hồng Kông được chuyển đến Cộng hòa Nhân dân Trung Hoa năm 1997. Trước khi bàn giao, Hồng Kông nằm dưới sự cai trị của Anh và phòng thủ Hồng Kông là trách nhiệm của Lực lượng Anh Quốc hải ngoại tại Hồng Kông, với sự giúp đỡ phụ từ Trung đoàn Hoàng gia Hồng Kông.
Là một lãnh thổ không có chủ quyền, Hồng Kông chưa bao giờ có một lực lượng quân sự của riêng mình. Đơn vị đồn trú có trụ sở chính tại tòa nhà lực lượng Hồng Kông Quân Giải phóng Nhân dân Trung Quốc ở Trung Hoàn, Hồng Kông. Sức mạnh bộ đội của đơn vị đồn trú Hồng Kông là khoảng 6.000 người.

## Vai trò tại Hồng Kông
Chính phủ Nhân dân Trung ương (CPG) của Cộng hòa Nhân dân Trung Hoa (PRC) được thừa nhận chủ quyền đối với Hồng Kông ngày 1 tháng 7 năm 1997 và gửi tới một đơn vị đồn trú của Quân Giải phóng Nhân dân Trung Quốc (PLA) ở Hồng Kông để quản lý các vấn đề quốc phòng. Trong khi đơn vị đồn trú được coi là chủ yếu mang tính biểu tượng của sự cai quản Hồng Kông của Bắc Kinh, nó vẫn là một lực lượng sẵn sàng chiến đấu.
Luật cơ bản Hồng Kông quy định rằng Cộng hòa Nhân dân Trung Hoa sẽ chịu trách nhiệm bảo vệ Hồng Kông và chịu chi phí cho đơn vị đồn trú, trong khi Chính quyền Hồng Kông thuộc địa trước năm 1997 phải trả tiền cho quân đội. Luật Đơn vị đồn trú, sau đó được Đại hội đại biểu Nhân dân toàn quốc ban hành, bao hàm các điều khoản cụ thể về nhiệm vụ và quy tắc kỷ luật của nhân viên đơn vị đồn trú, phạm vi quyền hạn và các điều bàn đến khác, để tạo điều kiện cho Đơn vị đồn trú Hồng Kông hoàn thành các chức năng phòng thủ theo cùng với đường lối do pháp luật định. Các lực lượng quân sự đóng quân tại Hồng Kông sẽ không can thiệp vào các vấn đề địa phương và chính quyền Hồng Kông sẽ chịu trách nhiệm duy trì trật tự công cộng. Đơn vị đồn trú chính thức đóng quân tại Hồng Kông đảm nhận trách nhiệm bảo vệ cho Hồng Kông bắt đầu từ nửa đêm ngày 1 tháng 7 năm 1997.
Đơn vị đồn trú Hồng Kông bao gồm các yếu tố của Lục quân Quân Giải phóng Nhân dân Trung Quốc, Hải quân PLA và Không quân PLA; các lực lượng này dưới sự lãnh đạo trực tiếp của Ủy ban Quân sự Trung ương ở Bắc Kinh và dưới quyền kiểm soát hành chính của Chiến khu Nam bộ gần kề.
Trong khi thực hiện nhiệm vụ quốc phòng, Đơn vị đồn trú Hồng Kông phải tuân theo luật pháp quốc gia và Hồng Kông, cũng như các quy tắc và quy định hiện hành của Quân Giải phóng Nhân dân Trung Quốc (PLA). Sau khi nhập cảnh vào Hồng Kông, Đơn vị đồn trú Hồng Kông tuân theo Luật cơ bản và Luật Đơn vị đồn trú, tích cực tổ chức huấn luyện quân sự. Theo Luật Đơn vị đồn trú, Đơn vị đồn trú đã thiết lập sự tiếp xúc làm việc với Chính phủ Hồng Kông và mở các doanh trại trên đảo Stonecutters và Stanley cho công chúng để thúc đẩy sự hiểu biết của nhân dân Hồng Kông và sự tin cậy vào các lực lượng đóng quân và nhân viên của họ.

## Bộ Tư lệnh

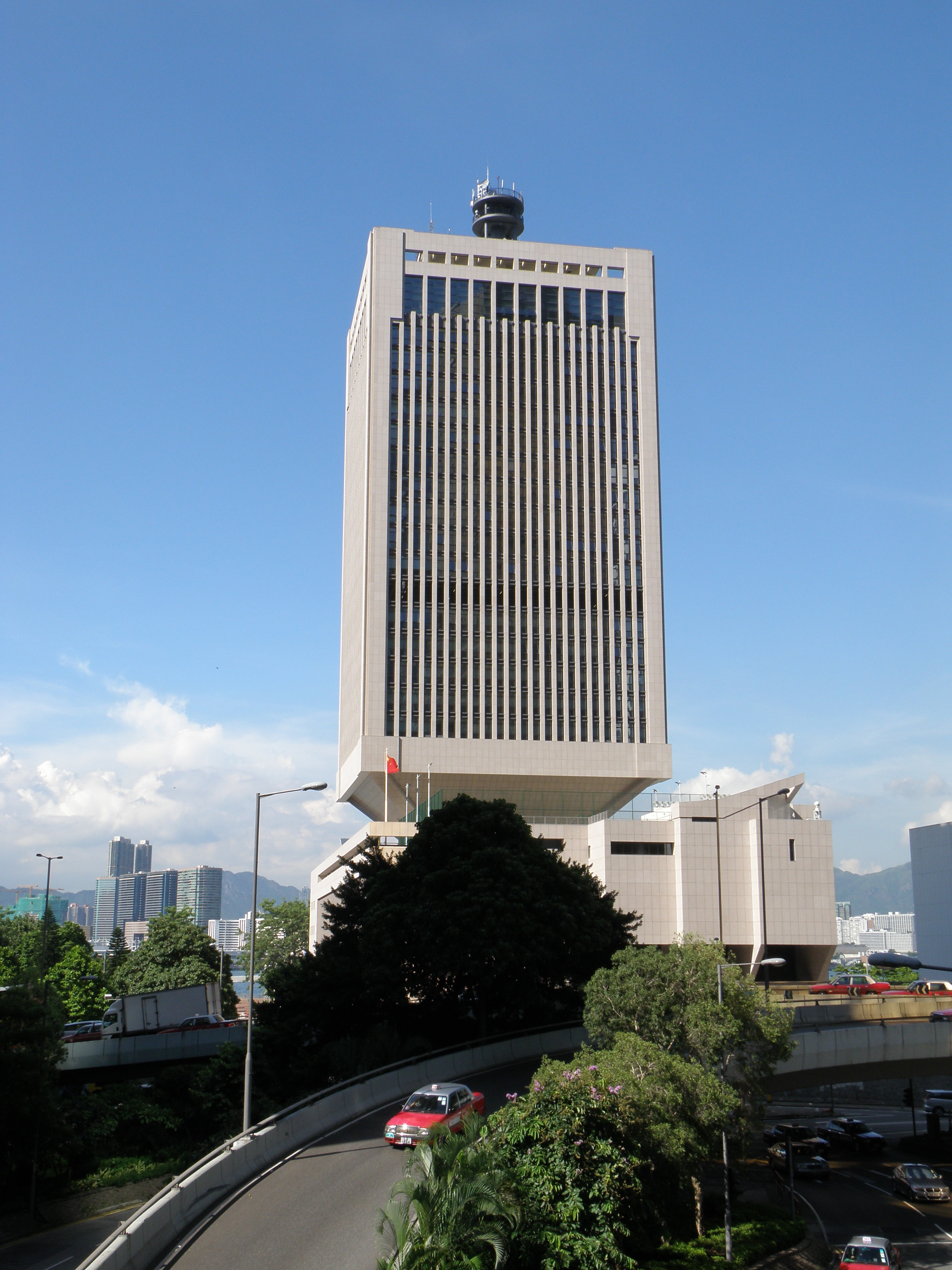
Trụ sở Đơn vị đồn trú PLA tại Hồng Kông

Đơn vị đồn trú Hồng Kông báo cáo cho cả Chiến khu Nam bộ và Ủy ban Quân sự Trung ương ở Bắc Kinh và thông báo cho Chính phủ Hồng Kông về bất kỳ hành động nào trong hoặc xung quanh Hồng Kông.

### Tư lệnh
1. Trung tướng Lưu Trấn Vũ 1997–1999 (được bổ nhiệm năm 1994)
2. Trung tướng Hùng Tự Nhân 1999–2004
3. Trung tướng Vương Kế Đường 2004–2008
4. Trung tướng Trương Sĩ Ba 2008–2012
5. Trung tướng Vương Hiểu Quân 2012–2014
6. Trung tướng Đàm Bản Hoành 2014–nay

### Chính ủy
1. Thiếu tướng Hùng Tự Nhân
2. Thiếu tướng Vương Ngọc Phát
3. Thiếu tướng Lưu Lương Khải
4. Trung tướng Trương Nhữ Thành
5. Trung tướng Lưu Lương Khải, nhiệm kỳ thứ hai
6. Trinh tướng Vương Tăng Bát
7. Trung tướng Nhạc Thế Hâm
8. Thiếu tướng Thái Vĩnh Trung 2018—nay